# Boscoteni
Boscoteni – wieś w Rumunii, w okręgu Botoszany, w gminie Frumușica. W 2011 roku liczyła 649 mieszkańców.